# フアン・パブロ・ビジャロボス
フアン・パブロ・ビジャロボス（Juan Pablo Villalobos、1973年8月23日 - ）は、メキシコの作家。
彼のデビュー作『巣窟の祭典』は2011年イギリスの新聞ガーディアンによる新人賞候補にノミネートされる。『ぼくの話を信じてくれと誰にも頼むつもりはない』や『犬売ります』が代表作で、日本語訳も出版されている。
ビジャロボスは彼の故郷であるメキシコだけでなくブラジルでの生活も経験しており、現在はスペインで妻と二人の子供と暮らしている。ユーモアのある作風が特徴である。

## 略歴
ハリスコ州グアダラハラに生まれ、同じ州のラゴス・デ・モレノで育てられる。メキシコのベラクルス大学でマーケティングとスペイン文学の学位を修得した。
ベラクルス大学言語文芸研究所の研究員として、アルゼンチンの小説家、セザール・アイラに関する研究プロジェクトに参加。EUのラテンアメリカの学生のための高レベル奨学金アルバンを獲得しスペイン・バルセロナ自治大学に留学。文学理論と比較文学の博士号を取得。それからは市場調査に携わり、執筆活動を行い紀行文や文学批評、映画批評などを発表した。
ビジャロボスのデビュー作である『巣窟の祭典』は彼が37歳の時にスペインで出版し10カ国7言語に翻訳され、そのうちの英訳版が2011年にイギリスの新聞であるガーディアンによる新人賞候補にノミネートされる。またビジャロボスの長編作品である1作目、2作目の『巣窟の祭典』(2010)と『フツーの町で暮らしていたら』(2012)はブラジルで舞台化される。ビジャロボスは、Letras Libres、Gatopardo、Granta、O Estado deSãoPaulo、English PenやCompanhia das Letrasのブログなど、さまざまなメディアに寄稿を行う。
ポルトガル語からスペイン語への翻訳にも長けており、Rodrigo de Souza Leão やSérgio Rodriguesなどによるブラジル文学作品も翻訳を行う。 2012年のメキシコ国家アートクリエイターズシステムに参加。2014年にホセ・レブエルタス・ヤングノベルズ賞、2016年にはダブリンIMPAC国際文学賞及びエレナ・ポニアトウスカ・イベロアメリカ小説賞の審査員を務める。
『ぼくの話を信じてくれと誰にも頼むつもりはない』(No voy a pedirle a nadie que me crea)(2016)でエラルド小説賞を受賞した。
2003年以降はメキシコ国外で活動し居住する。2011年から2014年までブラジルに在住し、現在までバルセロナに定住。ブラジルの翻訳者の女性と結婚し、現在は妻と2人の子供と暮らしている。

## 邦訳作品
- 『巣窟の祭典』（難波幸子 訳、作品社 、2013.2）
- 『犬売ります』（平田渡 訳、水声社、叢書フィクションの楽しみ、2020.6）

## 作品

### 小説
彼の最初の本は、ネリー・カンポベッロのカートリッジというのメキシコ革命が舞台の短編小説集に触発されたとインタビューで述べている。
- Fiesta en la madriguera (2010)　(『巣窟の祭典』  訳：難波幸子、作品社 2013)
- Si viviéramos en un lugar normal (2012)
- No estilo de Jalisco (2014)
- Te vendo un perro （2015) (『犬売ります』訳：平田渡、水声社 2020)
- No voy a pedirle a nadie que me crea (2016)
- Yo tuve un sueño (2018)
- La invasión del pueblo del espíritu (2020)

### 翻訳
- Todos los perros son azules(2013)
- Vivir y morir en USA : los mejores cuentos policiacos de Akashic Noir(2014)
- Un vaso de cólera(2015)
- Labranza arcaica(2018)
- Arreolario: instrucciones para leer a Juan José Arreola(2018)